# Pahlavi-Krone

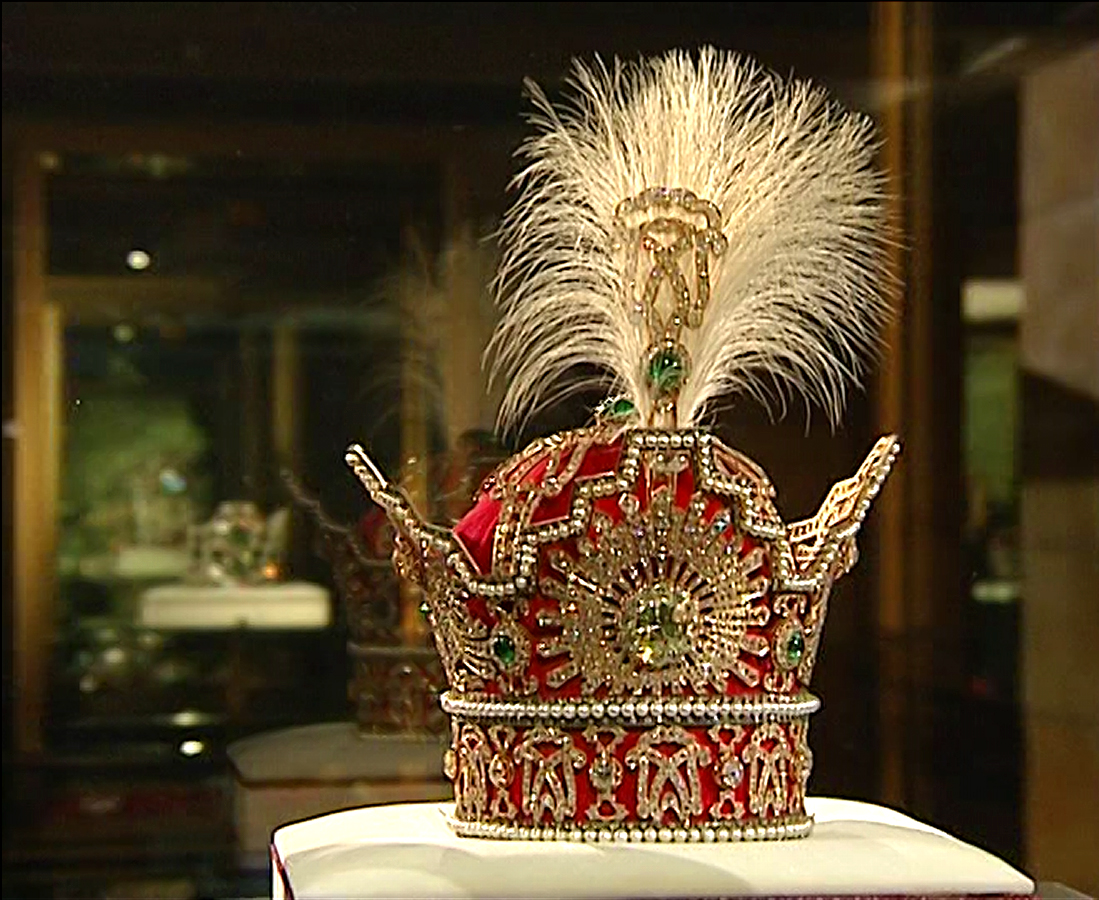
Pahlavi-Krone

Die Pahlavi-Krone wurde von der Pahlavi-Dynastie des Iran als offizielle Krone verwendet.
Nach dem Ende der Kadscharenherrschaft übernahmen die Pahlavi die Herrschaft über Persien / Iran im Jahre 1925. Ihr erster Monarch Reza Schah gab einer Gruppe von Juwelieren unter der Leitung des aus Russland nach Iran emigrierten kaukasischen Juweliers Serāj-al-Dīn Jawāherī (Haj Serajeddin Javaheri), der auch für den Emir von Buchara tätig gewesen war, den Auftrag zur Fertigung einer neuen Krone, die mit Motiven der Sassanidenzeit ausgestattet werden sollte, um an einen glorreichen Abschnitt der persischen Geschichte zu erinnern.

## Gestaltung
Die Krone ist aus einem Gestell aus Gold und Silber sowie einer hutartigen Kappe aus rotem Samt angefertigt.
Sie ist 298 mm hoch und hat 198 mm Durchmesser. Ihr Gewicht beträgt 2.080 g. Sie trägt 3.380 Diamanten von insgesamt 1.144 Karat. Weiterhin befinden sich 369 Perlen und fünf große Smaragde auf der Krone.
Der sehr breite durchbrochen gearbeitete Reif trägt am oberen und unteren Rand jeweils eine Reihe Perlen, die nochmals auf Ober- und Unterseite mit schmalen Bändern von Diamanten flankiert sind. Der Reif trägt im Wechsel sassanidische Motive in Form von gekreuzten Kurvenlinien, welche diamantbesetzt sind, sowie Diamantrosetten, die durch goldene Dreiecke mit den Rändern verbunden sind.
Über dem Reif befinden sich vier sehr große Zacken, die sich leicht nach außen wölben und auf ihrer Oberseite die Form von gestuften Zinnen haben. Die Zacken werden jeweils von einer großen Diamantformation ausgefüllt, die aus großen Diamantrosetten bestehen, von denen zu allen Seiten brillantbesetzte Bänder wie Sonnenstrahlen ausgehen. Der große Stein in jener Formation auf der Frontseite ist ein 60 Karat schwerer blassgelber Diamant. In den Zwischenräumen der diamantenen Sonnen befinden sich von Brillanten umringte Smaragde. Die Oberkante der Stufenzinnen ist mit einem durchgehenden Band aus Perlen geschmückt. Die obere Hälfte der Samthaube trägt vier spangenartige Motive aus Diamanten, die denen auf dem Reif ähneln. Ein weiteres solches Motiv aus gekreuzten Linien, welches eine weiße Feder-Aigrette hält, steht oberhalb einer Diamantrosette, welche sich auf der Vorderseite der Krone über dem Zacken befindet und einen 100 Karat großen Smaragd einrahmt.

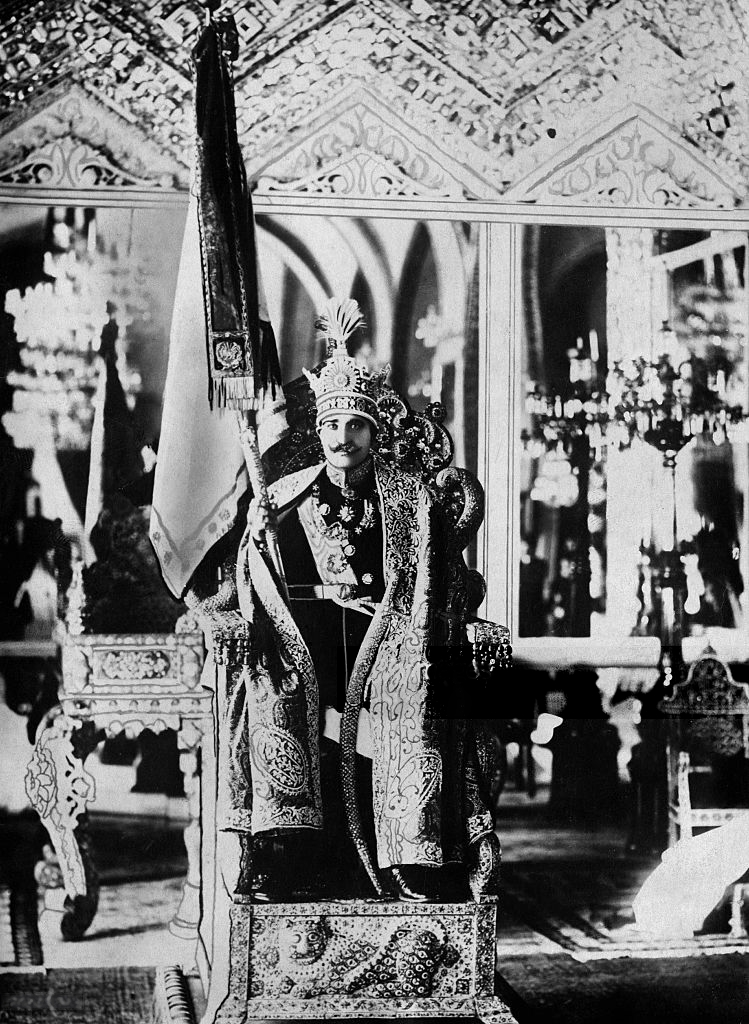
Krönungsfoto von Reza Schah Pahlavi, mit der Pahlavi-Krone

Die Krone fand zweimal Verwendung bei einer Krönung. Am 25. April 1926 wurde Reza Schah und am 26. Oktober 1967 Schah Mohammad Reza Pahlavi mit ihr gekrönt.
Die Krone befindet sich heute im Kronjuwelenmuseum in der Nationalbank in Teheran.